# Сичилиано, Бруно
Бру́но Ка́рлос Сичилиа́но Комосса́то (порт.-браз. Bruno Carlos Siciliano Comozzato; 19 января 1938, Рио-де-Жанейро) или Бруно Карло Сичилиано Комодзато (итал. Bruno Carlo Siciliano Comozzato) — бразильский футболист, игравший на позиции нападающего. 

## Карьера
Бруно — воспитанник клуба «Ботафого», куда он попал в 1953 году. В 1958 году футболист перешёл в основной состав команды и выступал там два года. В августе 1960 года Бруно уехал в Италию, в клуб «Ювентус», который сразу отдал игрока в «Виченцу», в рамках сложной сделки, в результате которой из «Виченцы» в «Ювентус» на постоянной основе перешёл Гильермо Бурелли, а в обратном направлении, на правах аренды, Бруно. В составе «Виченцы» Сичилиано дебютировал 25 сентября в матче с «Наполи», в котором его команда проиграла 2:3. Всего за клуб футболист провёл 21 матч и забил 1 гол. На следующий год Бруно был арендован «Венецией», за которую забил 8 голов в 23 матчах. 
После успешного выступления за «Венецию», Ювентус принял решение вернуть бразильца. В футболке «Старой Синьоры» Сичилиано дебютировал 3 октября 1962 года в матче Кубка Италии с «Фоджей» (2:0). В следующей игре Бруно забил свой первый гол за «Юве», поразив ворота «Болоньи». Но это не помогло футболисту закрепиться в основе, откуда его вытеснил соотечественник, Армандо Миранда. В результате Сичилиано выходит на поле лишь эпизодически, сыграв за сезон лишь в 17 матчах и забив 5 голов, последний из которых в финале Кубка Альп. Этот же матч стал последним для бразильца в футболке «Ювентуса»: клуб летом купил Нене и Дино да Косту, а по тогдашним правилам в итальянском футболе на поле одновременно могли находиться только три иностранца, а место на поле Дель Соля даже не обсуждалось.
Из «Ювентуса» Сичилиано перешёл в «Бари», в котором дебютировал 22 сентября в матче с «Мантовой». В «Бари» бразилец провёл 3 сезона, сыграв в 75 матчах и забив 10 голов. После этого он уехал в США, где недолго поиграл за клуб «Нью-Йорк Дженералс». Завершив игровую карьеру, Бруно окончил Университет Кандиду Мендеса и стал адвокатом. После чего был приглашён президентом «Ботафого» Шарлесом де Маседу Борером на должность директора юридического департамента команды. Позже он долго работал в клубе, занимая ключевые посты, в частности, он был председателем исполнительного совета «Ботафого».

## Международная статистика
| № | Дата           | Оппонент         | Счёт | Голы |
| 1 | 19 апреля 1960 | Мексика (олимп.) | 2:1  | 2    |
| 2 | 27 апреля 1960 | Суринам (олимп.) | 4:1  | —    |
| 3 | 30 апреля 1960 | Перу (олимп.)    | 0:2  | —    |

## Достижения
- Обладатель Кубка Альп: 1963